# Birky (obwód kirowohradzki)
Birky (ukr. Бірки) – wieś na Ukrainie, w obwodzie kirowohradzkim, w rejonie kropywnyckim. W 2001 liczyła 1850 mieszkańców, spośród których 1800 wskazało jako ojczysty język ukraiński, 43 rosyjski, 1 mołdawski, 5 białoruski, a 1 inny.